# Ерик Кома
Ерик Кома (фр. Érik Comas), рођен 28. септембра 1963. године је бивши француски возач Формуле 1. У својој каријери је учествовао на укупно 63 трке и освојио 7 поена.